# Lago Wang
El lago Wang se encuentra en la orilla meridional del río Yangtsé, al este del condado de Yangxin, en la provincia de Hubei, en el centro de China. Está formado por la retención de las aguas de desbordamiento del Río Fu. Tiene una extensión de 9,2 km y una anchura de 4,6 km, con una superficie original de 80,9 km2, que se ha reducido a 42,3 km2 por el cierre de las zonas menos profundas para el cultivo. Se encuentra a solo 17 m de altitud, tiene una profundidad media de 3,7 m y una capacidad de almacenamiento de 157 millones de m3 de agua.
El lago goza de clima monzónico, que oscila entre áreas medias y altas subtropicales, con una temperatura media de 15,9 oC. El lago provee al condado de Yangxin de peces, carrizos, castañas de agua y patos silvestres.

## Sitio Ramsar
El lago forma parte del sitio Ramsar del lago Hubei Wang. Fue declarado Ramsar en 2018, con el número 2349 en las coordenadas 29°50′N 115°20′E. Su extensión, de 205 km2, es superior a la del lago, pues abarca un ecosistema más complejo, con lagos interiores poco profundos, pantanos inundados y ríos permanentes donde los humedales y los bosques se suceden. Está rodeado por montañas (Mufu y Dabie) y colinas, donde el río Fu (Fushui) se encuentra con el Yangtsé.
En este entorno poco alterado, se encuentran 591 especies de plantas vasculares, 46 de zooplancton, 30 de bentos, 74 de peces, 33 de anfibios y reptiles, 167 de aves y 25 de mamíferos. Entre las especies en peligro se encuentran el pangolín chino, el esturión chino, la Anguilla japonica, el ciervo almizclero enano, el serau común y el ánsar chico. Es un importante punto de parada en la migración Asia-Australiasia, con entre 20.000 y 50.000 aves anuales. Una buena parte de las lluvias en las montañas Mufu acaban en estos humedales.